# Judô nos Jogos Europeus de 2019
As competições de judô nos Jogos Europeus de 2019 foram realizados  na Arena Chizhovka, em Minsk, na Bielorrússia, nos dias 22 a 25 de junho de 2019. Foram disputados 15 eventos.

## Calendário
| Junho | 21 | 22 | 23 | 24 | 25 | 26 | 27 | 28 | 29 | 30 |
| ----- | -- | -- | -- | -- | -- | -- | -- | -- | -- | -- |
| Judô  |    | 5  | 4  | 5  | 1  |    |    |    |    |    |

|  | Dia de competição |  | Dia de final |

## Quadro de medalhas
O quadro de medalhas foi publicado. 
| Ordem | País                     | Medalha de ouro | Medalha de prata | Medalha de bronze | Total |
| ----- | ------------------------ | --------------- | ---------------- | ----------------- | ----- |
| 1     | RUS Rússia               | 3               | 3                | 2                 | 8     |
| 2     | GEO Geórgia              | 2               | 1                | 4                 | 7     |
| 3     | FRA França               | 2               |                  | 4                 | 6     |
| 4     | UKR Ucrânia              | 2               |                  |                   | 2     |
| 5     | KOS Kosovo               | 1               | 1                | 1                 | 3     |
| 6     | BEL Bélgica              | 1               |                  | 1                 | 2     |
|       | SLO Eslovênia            | 1               |                  | 1                 | 2     |
|       | SWE Suécia               | 1               |                  | 1                 | 2     |
| 9     | BLR Bielorrússia         | 1               |                  |                   | 1     |
|       | TUR Turquia              | 1               |                  |                   | 1     |
| 11    | NED Países Baixos        |                 | 2                | 2                 | 4     |
| 12    | AZE Azerbaijão           |                 | 1                | 4                 | 5     |
| 13    | GBR Grã-Bretanha         |                 | 1                | 1                 | 2     |
|       | ITA Itália               |                 | 1                | 1                 | 2     |
|       | PRT Portugal             |                 | 1                | 1                 | 2     |
|       | ESP Espanha              |                 | 1                | 1                 | 2     |
| 17    | BIH Bósnia e Herzegovina |                 | 1                |                   | 1     |
|       | BUL Bulgária             |                 | 1                |                   | 1     |
|       | ISR Israel               |                 | 1                |                   | 1     |
| 20    | AUT Áustria              |                 |                  | 2                 | 2     |
| 21    | HRV Croácia              |                 |                  | 1                 | 1     |
|       | DEU Alemanha             |                 |                  | 1                 | 1     |
|       | GRC Grécia               |                 |                  | 1                 | 1     |
|       | HUN Hungria              |                 |                  | 1                 | 1     |
| TOTAL | TOTAL                    | 15              | 15               | 30                | 60    |

## Medalhistas
Os seguintes judocas receberam medalhas. 

### Masculino
| Evento            | Ouro                            | Prata                           | Bronze                            |
| ----------------- | ------------------------------- | ------------------------------- | --------------------------------- |
| 60 kg detalhes    | Lukhumi Chkhvimiani GEO Geórgia | Francisco Garrigós ESP Espanha  | Amiran Papinashvili GEO Geórgia   |
| 60 kg detalhes    | Lukhumi Chkhvimiani GEO Geórgia | Francisco Garrigós ESP Espanha  | Jorre Verstraeten BEL Bélgica     |
| 66 kg detalhes    | Georgii Zantaraia UKR Ucrânia   | Matteo Medves ITA Itália        | Bagrati Niniashvili GEO Geórgia   |
| 66 kg detalhes    | Georgii Zantaraia UKR Ucrânia   | Matteo Medves ITA Itália        | Vazha Margvelashvili GEO Geórgia  |
| 73 kg detalhes    | Tommy Macias SWE Suécia         | Rustam Orujov AZE Azerbaijão    | Hidayat Heydarov AZE Azerbaijão   |
| 73 kg detalhes    | Tommy Macias SWE Suécia         | Rustam Orujov AZE Azerbaijão    | Georgios Azoidis GRE Grécia       |
| 81 kg detalhes    | Matthias Casse BEL Bélgica      | Ivaylo Ivanov BUL Bulgária      | Luka Maisuradze GEO Geórgia       |
| 81 kg detalhes    | Matthias Casse BEL Bélgica      | Ivaylo Ivanov BUL Bulgária      | Attila Ungvári HUN Hungria        |
| 90 kg detalhes    | Mihael Žgank TUR Turquia        | Li Kochman ISR Israel           | Mammadali Mehdiyev AZE Azerbaijão |
| 90 kg detalhes    | Mihael Žgank TUR Turquia        | Li Kochman ISR Israel           | Khusen Khalmurzaev RUS Rússia     |
| 100 kg detalhes   | Arman Adamian RUS Rússia        | Varlam Liparteliani GEO Geórgia | Elmar Gasimov AZE Azerbaijão      |
| 100 kg detalhes   | Arman Adamian RUS Rússia        | Varlam Liparteliani GEO Geórgia | Cyrille Maret FRA França          |
| + 100 kg detalhes | Guram Tushishvili GEO Geórgia   | Inal Tasoev RUS Rússia          | Stephan Hegyi AUT Áustria         |
| + 100 kg detalhes | Guram Tushishvili GEO Geórgia   | Inal Tasoev RUS Rússia          | Henk Grol NED Países Baixos       |

### Feminino
| Evento           | Ouro                              | Prata                                 | Bronze                          |
| ---------------- | --------------------------------- | ------------------------------------- | ------------------------------- |
| 48 kg detalhes   | Daria Bilodid UKR Ucrânia         | Irina Dolgova RUS Rússia              | Julia Figueroa ESP Espanha      |
| 48 kg detalhes   | Daria Bilodid UKR Ucrânia         | Irina Dolgova RUS Rússia              | Maruša Štangar SLO Eslovênia    |
| 52 kg detalhes   | Majlinda Kelmendi KOS Kosovo      | Natalia Kuziutina RUS Rússia          | Chelsie Giles GBR Grã-Bretanha  |
| 52 kg detalhes   | Majlinda Kelmendi KOS Kosovo      | Natalia Kuziutina RUS Rússia          | Amandine Buchard FRA França     |
| 57 kg detalhes   | Daria Mezhetskaia RUS Rússia      | Nora Gjakova KOS Kosovo               | Pauline Starke GER Alemanha     |
| 57 kg detalhes   | Daria Mezhetskaia RUS Rússia      | Nora Gjakova KOS Kosovo               | Telma Monteiro POR Portugal     |
| 63 kg detalhes   | Clarisse Agbegnenou FRA França    | Alice Schlesinger GBR Grã-Bretanha    | Sanne Vermeer NED Países Baixos |
| 63 kg detalhes   | Clarisse Agbegnenou FRA França    | Alice Schlesinger GBR Grã-Bretanha    | Maria Centracchio ITA Itália    |
| 70 kg detalhes   | Margaux Pinot FRA França          | Sanne van Dijke NED Países Baixos     | Barbara Matić CRO Croácia       |
| 70 kg detalhes   | Margaux Pinot FRA França          | Sanne van Dijke NED Países Baixos     | Anna Bernholm SWE Suécia        |
| 78 kg detalhes   | Klara Apotekar SLO Eslovênia      | Guusje Steenhuis NED Países Baixos    | Loriana Kuka KOS Kosovo         |
| 78 kg detalhes   | Klara Apotekar SLO Eslovênia      | Guusje Steenhuis NED Países Baixos    | Madeleine Malonga FRA França    |
| + 78 kg detalhes | Maryna Slutskaya BLR Bielorrússia | Larisa Cerić BIH Bósnia e Herzegovina | Iryna Kindzerska AZE Azerbaijão |
| + 78 kg detalhes | Maryna Slutskaya BLR Bielorrússia | Larisa Cerić BIH Bósnia e Herzegovina | Ksenia Chibisova RUS Rússia     |

### Misto
| Evento          | Ouro | Prata | Bronze |
| --------------- | --- | --- | --- |
| Equipe detalhes | RUS Rússia Aleksandra Babintseva Ksenia Chibisova Daria Davydova Khusen Khalmurzaev Alan Khubetsov Anastasiia Konkina Daria Mezhetskaia Musa Mogushkov Alena Prokopenko Inal Tasoev Denis Yartsev Kazbek Zankishiev | POR Portugal Anri Egutidze Jorge Fernandes Jorge Fonseca Telma Monteiro Rochele Nunes Joana Ramos Tiago Rodrigues Patricia Sampaio Nuno Saraiva Bárbara Timo | FRA França Amandine Buchard Guillaume Chaine Axel Clerget Aurelien Diesse Marie-Ève Gahié Priscilla Gneto Kilian Le Blouch Madeleine Malonga Cyrille Maret Anne Fatoumata M'Bairo Margaux Pinot |
| Equipe detalhes | RUS Rússia Aleksandra Babintseva Ksenia Chibisova Daria Davydova Khusen Khalmurzaev Alan Khubetsov Anastasiia Konkina Daria Mezhetskaia Musa Mogushkov Alena Prokopenko Inal Tasoev Denis Yartsev Kazbek Zankishiev | POR Portugal Anri Egutidze Jorge Fernandes Jorge Fonseca Telma Monteiro Rochele Nunes Joana Ramos Tiago Rodrigues Patricia Sampaio Nuno Saraiva Bárbara Timo | AUT Áustria Daniel Allerstorfer Shamil Borchashvili Marko Bubanja Sabrina Filzmoser Bernadette Graf Stephan Hegyi Magdalena Krssakova Michaela Polleres Lukas Reiter Katharina Tanzer           |